# Agyneta cauta
Agyneta cauta là một loài nhện trong họ Linyphiidae. Chúng được Octavius Pickard-Cambridge miêu tả năm 1902.